# 帕克賽德大道車站
帕克賽德大道車站（英語：Parkside Avenue station）是紐約地鐵BMT布萊頓線的一個慢車地鐵站，位於布魯克林夫拉特布什帕克賽德大道及海洋大道交界，設有Q線（任何時候停站）列車服務。

## 車站結構
| G        | 街道層   | 閘機、出入口、MetroCard自動售票機    |
| P 月台層 | 側式月台 | 側式月台                             |
| P 月台層 | 北行慢車 | ← 往96街 (展望公園)                  |
| P 月台層 | 北行快車 | ← 不停靠                             |
| P 月台層 | 南行快車 | → 不停靠 →                           |
| P 月台層 | 南行慢車 | → 往康尼島-斯提威爾大道 (教堂大道) → |
| P 月台層 | 側式月台 |                                      |

此車站設有兩個側式月台和四條軌道。兩條中央快車軌道在平日B線列車營運時使用。

## 外部連結
- nycsubway.org—BMT Brighton Line: Parkside Avenue
- Station Reporter — Q Train
- The Subway Nut — Parkside Avenue Pictures （页面存档备份，存于）
- MTA's Arts For Transit — Parkside Avenue (BMT Brighton Line)
- Parkside Avenue entrance from Google Maps Street View
- Ocean Avenue exit only stair from Google Maps Street View
- Tunnel part from Google Maps Street View
- Open-cut part from Google Maps Street View